# Villeneuve-Saint-Germaincultuur
De Villeneuve-Saint-Germaincultuur (VSG, Frans: Groupe de Villeneuve-Saint-Germain) is de oudste archeologische cultuur van het vroege neolithicum (5100 - 4700 v.Chr.) in noordwestelijk Frankrijk, in het bijzonder Bretagne en het Bekken van Parijs, en België, waar het Blicquien wordt genoemd. 
De cultuur dankt haar naam aan de plaats Villeneuve-Saint-Germain in het departement Aisne. Ontdekt en beschreven in de jaren 70 tijdens een noodopgraving (wegens plannen een kanaal aan te leggen in de Oise-vallei) onder leiding van Bohumil Soudský, die een langetermijnproject opzette om de cultuur te bestuderen met behulp van wiskundige en computermethoden.
Ze is, als de gelijktijdige aan de Loire-monding verspreidde Neolithique ancien atlantique-groep en de al snel door de bandkeramische cultuur bedekte La Hoguettecultuur in het oosten, een uitloper (epicardiaal) van de in Zuid-Frankrijk en de Mediterrane regio verspreidde Cardiaal-impressocultuur.
met de  Cardiaal-impressocultuur verbinden De productie van stenen armbanden en de manier van vuursteenbewerking .
Invloeden van de bandkeramische cultuur zijn te zien in de decoratie van het aardewerk en  de langhuis-architectuur. 
De stier van Aubevoye is een zoömorfisch vat van de Villeneuve-Saint-Germain-groep.
Ze werd opgevolgd door de Cernycultuur.